# Museo Interactivo Las Condes
El Museo Interactivo Las Condes (MUI) es un museo ubicado en la comuna de Las Condes, en Santiago, Chile. Se instala en una antigua casona de avenida Isidora Goyenechea que fue remodelada en su interior para albergar las distintas salas de exhibición. Fue inaugurado el año 2015 con una muestra sobre el Imperio romano.